# Wolf C. Hartwig
Wolf C. Hartwig, de son vrai nom Wolfgang Hartwig, né le 8 septembre 1919 à Düsseldorf et mort le 18 décembre 2017 à Neuilly-sur-Seine, est un producteur de cinéma allemand.

## Biographie
Hartwig étudie la sociologie et le journalisme. Durant la Seconde Guerre mondiale, il est interprète de la Kommandantur à Paris. Peu après, avec sa première épouse, il ouvre une école de langues à Munich. Il ouvre aussi une quincaillerie puis fonde en 1953 sa société de production Rapid Film. Elle sort aussitôt son premier film Bis fünf nach zwölf – Adolf Hitler und das 3. Reich (de) dans un style qui se rapprochera du docufiction. En tant que distributeur, il sort en 1954 le film franco-italien Lucrèce Borgia qui est interdit par les autorités allemandes.
Le temps d'avoir les ressources financières suffisantes, il ne commence à produire des longs métrages qu'en 1957. Il se porte sur les films érotiques et d'horreur. À partir de 1962, c'est le film d'aventures, dont la plupart sont tournés en Asie ou d'autres lieux exotiques, avec des séquences d'érotisme et de violence. Dedans jouent les acteurs Lex Barker, Joachim Fuchsberger, Frederick Stafford, Heinz Drache, Horst Frank, Harald Juhnke (de), Chris Howland…
Pour 30 000 marks, il achète les droits du livre Schulmädchen-Report (de) de Günther Hunold. De 1970 à 1980, il en fait une série de treize films et des dérivés présentant largement la révolution sexuelle en Allemagne. Ces films s'inspirent des films éducatifs produits par le gouvernement fédéral mais montrent des reportages sensationnalistes. Tous les scénarios sont conçus par Hartwig lui-même. Avec une centaine de millions de spectateurs, ils ouvrent un genre du film érotique à d'autres producteurs.
Le succès de ces films et son habileté dans la négociation permettent à Hartwig de participer aux seize millions de marks que coûte le film de guerre Croix de fer sorti en 1977. Mais après l'échec de la suite, La Percée d'Avranches, il ne s'essaie plus à de grosses productions.
En secondes noces, Hartwig épouse l'actrice Dorothee Parker qui a joué dans plusieurs de ses films. Son troisième mariage se fait avec l'actrice française Véronique Vendell avec laquelle il vit entre Saint-Tropez et Paris.

## Filmographie
| - 1953 : Bis fünf nach zwölf – Adolf Hitler und das 3. Reich (de) - 1957 : L'Amour comme la femme le désire - 1957 : La Loi du vice - 1958 : Mit Eva fing die Sünde an - 1958 : Sehnsucht hat mich verführt - 1959 : L'Amour, c'est mon métier - 1959 : La Femme nue et Satan - 1959 : Ton corps m'appartient - 1959 : L'île du sadique - 1960 : Le Port des illusions - 1960 : Flitterwochen in der Hölle - 1960 : Poupées d'amour - 1960 : Insel der Amazonen - 1960 : La Fille aux hanches étroites - 1961 : Une femme à abattre (de) - 1961 : Haß ohne Gnade (de) - 1962 : Espionnage à Hong Kong - 1962 : La Légende de la panthère noire (en) - 1962 : Coup dur à Tanger (aussi connu sous le titre Commando XX-P8) - 1963 : Tempête sur Ceylan - 1963 : Le Mystère de la jonque rouge - 1963 : Les Pirates du Mississippi - 1964 : Les Diamants du Mékong - 1964 : Du grisbi pour Hong Kong - 1964 : F.B.I. contre l'œillet chinois - 1964 : Les Chercheurs d'or de l'Arkansas - 1965 : Les Aigles noirs de Santa Fé - 1965 : Espionnage à Bangkok pour U-92 - 1965 : Mission à Hong Kong - 1965 : L'aventure vient de Manille - 1966 : Baroud à Beyrouth pour F.B.I. 505 - 1966 : Ça casse à Caracas - 1966 : Coup de gong à Hong Kong - 1967 : Eine Handvoll Helden (de) - 1968 : La Tour de Nesle - 1968 : Les Amours de Lady Hamilton - 1969 : L'Ingénue perverse - 1969 : Die jungen Tiger von Hongkong (de) - 1970 : Une pucelle en or (de) - 1970 : Je couche avec mon assassin | - 1970 : Rapports intimes au collège de jeunes filles - 1970 : Les Petites cochonnes (de) - 1971 : St. Pauli-Report - 1971 : L'Amour en vacances - 1971 : La Sexualité au travail ou l'Amour au bureau - 1971 : Que font ces dames quand leurs maris bossent ? - 1971 : Les Provocatrices ou le Sexe à l'école - 1972 : Die jungen Ausreißerinnen - 1972 : Schulmädchen-Report. 4. Teil: Was Eltern oft verzweifeln läßt (de) - 1972 : Die dressierte Frau - 1972 : Les Savoureuses (Krankenschwestern-Report) - 1972 : Mädchen, die nach München kommen - 1973 : Une Chinoise aux nerfs d'acier - 1973 : Libres Jouissances (de) - 1973 : Chaleurs profondes - 1973 : Schlüsselloch-Report - 1973 : Les Indécentes - 1973 : Schulmädchen-Report. 6. Teil: Was Eltern gern vertuschen möchten - 1973 : Salopards en enfer (de) - 1974 : Pas d'or pour les requins (en) - 1974 : Wenn die prallen Möpse hüpfen - 1974 : Vous intéressez-vous à la chose ? - 1974 : Schulmädchen-Report. 7. Teil: Doch das Herz muß dabei sein - 1974 : Les Vierges des mers chaudes - 1974 : Chaleurs humides (de) - 1975 : Les Collégiennes en folie - 1975 : Schulmädchen-Report. 10. Teil: Irgendwann fängt jede an (de) - 1976 : Croix de fer - 1976 : Jeux d'amour au collège (de) - 1977 : Schulmädchen-Report. 12. Teil: Junge Mädchen brauchen Liebe (de) - 1978 : La Percée d'Avranches - 1980 : Collégiennes expertes (de) - 1980 : La Lune de sang - 1981 : Linda - 1981 : Kalt wie Eis - 1981 : Obszön - Der Fall Peter Herzl - 1982 : La Jungle en folie - 1983 : Das verrückte Strandhotel (de) - 1984 : Danger – Keine Zeit zum Sterben (de) - 1985 : Palace |